# فرودگاه دریاچه کیربی
فرودگاه دریاچه کیربی (به انگلیسی: Kirby Lake Airport) یک فرودگاه خصوصی است که یک باند فرود آسفالت دارد و طول باند آن ۱۵۰۰ متر است. این فرودگاه در کشور کانادا قرار دارد و در ارتفاع ۶۸۹ متری از سطح دریا واقع شده است.